# Orbit Express Airlines
Orbit Express Airlines (Orex) was een cargoluchtvaartmaatschappij uit Istanboel in Turkije. De maatschappij werd opgericht in 2003, en begon met vliegen in april van hetzelfde jaar. Orex vloog naar het Verre Oosten en Europa. De thuisbasis was Luchthaven Atatürk International. Het maatschappij is niet langer meer actief.

## Codes
- IATA: XW
- ICAO: ORX
- Callsign: Orex

## Vloot
Beide Airbus A300's van Orex vliegen momenteel voor ACT Airlines.
TC-ORH (nu TC-ACT)
TC-ORI (nu TC-ACU)